# Абсент (Дега)
«Абсе́нт» — картина французького художника Едґара Деґа, написана у 1876 році. За життя художника полотно набуло скандальної слави через відтворення непривабливого боку життя. Нині картина представлена в зібранні Музею д'Орсе. Її вважають одним з найвидатніших шедеврів художника.

## Назва
Спочатку автор назвав цю картину «Етюд паризької кав'ярні», хоча вона не була ескізом, а цілком закінченим твором. Етюд тому, що це аналог замальовки, коротенької розповіді. Згадка про паризьку кав'ярню натякає на місце, яке послужило натурою для художника — кав'ярню «Нові Афіни», що була відома як місце зібрань імпресіоністів, серед яких у Едґара Деґа було чимало друзів. Втім, обрана назва не задовольнила митця і картину назвали «Люди в кав'ярні». Цей варіант згодом також визнали невдалим, оскільки на картині змальовано лише дві постаті, а не натовп. У 1893 році картину перейменували на «Абсент». Ця назва була обрана з огляду на те, що героями полотна є двоє п'яниць, причому жінка вживає абсент — полинову настоянку, що швидко викликає важку залежність.

## Сюжет
На полотні зображений інтер'єр паризької кав'ярні в похмурий день. Це пізній ранок — час, коли ранкові газети ранні відвідувачі вже прочитали, а до обіду ще далеко. Порожні столи підтверджують таке припущення. Це найбільш тиха година для працівників кав'ярні, о такій порі сюди заходять лише п'янички в муках похмілля. Зображені на картині люди саме з таких.
Неохайний чоловік з набряками під очима і хворобливим обличчям мовчки курить люльку. Дослідники встановили, що на столі перед ним засіб для протверезіння. Він дивиться у вікно розсіяним поглядом і не звертає увагу на жінку, що підкреслює самотність головної героїні «Абсенту». Жінка в модній, але бідній сукні, з недбалою зачікою. Її поза статична, плечі опущені у передчасній втомі від життя, ноги недбало розслаблені як у людини, що не слідкує за своїм виглядом. Перед нею келих із зеленкуватим абсентом, що дав останню назву картині. Жінка застигла, мов лялька, її погляд виражає отупіння, покинутість і безнадійність. Жінка втратила ілюзії щодо життя, навіть ті, які дарував п'янкий напій, тому і не звертає увагу на келих. Вона наче усвідомлює свій ганебний стан і, водночас, не має сил щось змінити. Її постать уособлює спустошення і приреченість.

## Аналіз твору
Моделями для персонажів «Абсенту» послужили близькі друзі Едґара Деґа: другорядний художник і графік Марселен Дебутен (1823—1902) і актриса Елен Андре (1857—1925), котра підробляла натурницею для художників. Вона — відомий персонаж скандальної картини з оголеною натурою ще одного художника — Анрі Жерве Ролла. Попри скандальну відомість Елен Андре вела упорядковане життя і не мала залежності від алкоголю.
Художні критики відмічають бляклу землисту палітру картини і неоднозначно тлумачать її. На думку одних, така колористика є наслідком зневаги художника до яскравих барв, якій він протиставить сильну композицію. На думку інших, Едґар Деґа навмисне обрав саме таку палітру, щоби підкреслити похмурість сцени і відчуття занедбаності місця і людей, які в ньому перебувають. Мистецтвознавець Тереза Бюроле відмічає, що «це єдина в його [Деґа] творчості картина убогості».
Малюючи це полотно, Едґар Деґа застосовував доволі незвичний композиційний прийом — він зобразив головних героїв на другому плані, висунувши на перший другорядні предмети: порожні столи, неприбраний посуд, залишені відвідувачами газети, попільничку. Такі революційні експерименти загалом характерні для творчості цього художника. Цим прийомом автор «Абсенту» хотів підкреслити спустошення кав'ярні, яке перекликається із настроєм зображеної жінки.
Драматизм картини не є художнім перебільшенням, оскільки в XIX сторіччі паризькі обивателі переживали кризу духовності. Втрата старих ідеалів на тлі політичних змін збіглася в часі з пошуком нових форм і сенсів. Одним з проявів цього упадництва стало поширення наркотиків (зокрема, опіуму) й абсенту, який на відміну від інших алкогольних напоїв здатен викликати не тільки сп'яніння, а й сильні галюцинації. Абсент також призводить до стійкого звикання, тому спричинює швидку деградацію особистості (в окремих випадках призводить до божевілля). Пристрасть до абсенту мали відомі художники Поль Верлен, Артюр Рембо, Вінсент ван Гог, Шарль Бодлер, існує думка, що деякі з сюжетів своїх картин вони створювали під впливом галюцинацій після вживання трунку. Чисельні жертви зловживання небезпечним напоєм обумовили заборону на його виготовлення у Франції, яка протрималась багато десятиліть.

## Критика
У мистецтві Франції XIX столітті набули сили критичні тенденції. Теодор Жеріко засудив уряд, що покинув напризволяще людей на плоту «Медуза». Жан-Франсуа Мілле навернув мистецтво до теми бідності й калічення важкою працею селян Франції (картину «Пастушка зі стадом» Мілле блюзнірськи обізвали маніфестом жебрацтва, а «Збирачок хмизу» продали за кордон подалі від очей). Падіння моралі та продаж сексуальних послуг — тема картин Едуара Мане «Олімпія» та «В кав'ярні татуся Латюїля», хоча він не подає критику войовничо, що камуфлює тему.
Суспільство не прийняло «Абсент» у Франції. Критики засудили картину ще в 1876 році, називаючи її потворною і скандальною. Картину прибрали і довго не експонували. «Абсент» таки поїхав на виставку у Лондон у 1893 році. Картину засудили і там, вважаючи її образою шляхетності і пристойності. Розмови про скандальність припинилися в XX столітті, коли «Абсент» став історією. Твір визнали досягненням Деґа в живопису і його шедевром.

## Зв'язок з іншими картинами
Тема людської самотності, людської спустошеності в великих містах сильно зачіпала молодого Пабло Пікассо. Він важко пробивався до визнання і на власні очі бачив п'яничок і невдах, жебраків і самогубців, повій і ділків, небайдужих лише до грошей. Бідних було вдосталь і в Іспанії. Але там ще не було нетрів. Нетрі Пікассо побачив у Парижі на початку XX століття й уважно придивлявся до їх мешканців. Тема мешканців нетрів і їхнього збляклого життя розвинена в цілій низці його картин — «Побачення» (1900), «Старий єврей з онуком» (1903), «Сліпий гітарист» (1903), «Беззахисні мати й дитина» (1903). А одне полотно є справжнім продовженням теми Едгара Деґа — це «Прихильниця абсенту», (1901, Ермітаж).
Схожі сюжети використовував приятель Едґара Деґа, відомий художник-імпресіоніст Едуар Мане. Зокрема тема споживання алкогольних напоїв відтворена ним у картинах «П'яниця» (1859), «Сливовиця» (1877), «Бар „Фолі-Бержер“» (1882).